# Ben Hur (2016)
Ben Hur ist eine im Jahr 2016 veröffentlichte Literaturverfilmung nach der Romanvorlage Ben Hur von Lew Wallace. Es ist die sechste Verfilmung des Romans sowie die vierte für das Kino. Der Film kam am 19. August 2016 in die US-amerikanischen Kinos und erschien am 1. September 2016 in Deutschland und Österreich.

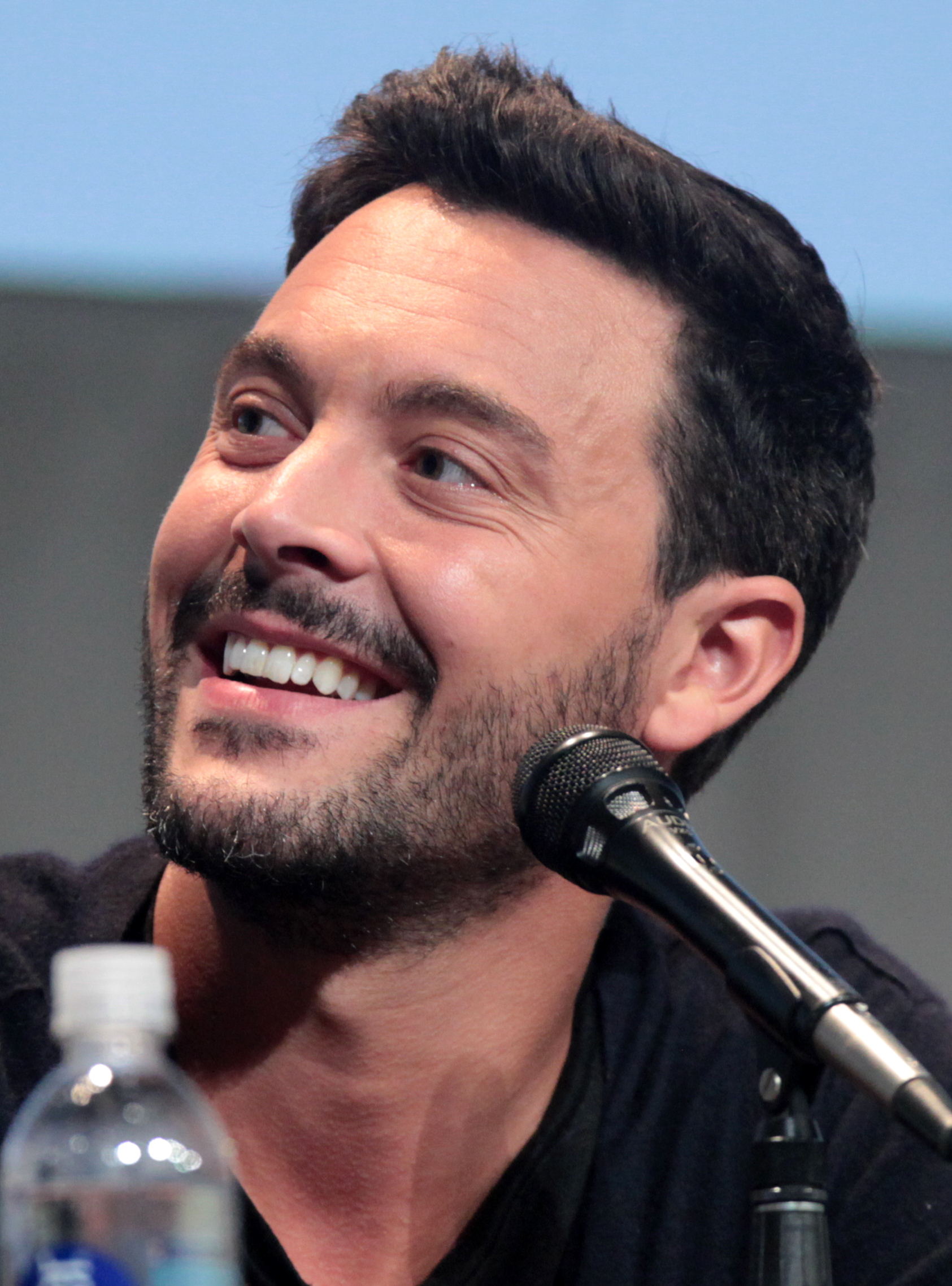
Jack Huston übernahm in Ben Hur die Titelrolle

## Handlung
Der junge jüdische Aristokrat Judah Ben-Hur wächst mit seinem Jugendfreund und Adoptivbruder, dem Römer Messala, in Jerusalem in der römischen Provinz Judäa auf. Eines Tages stürzt Judah gefährlich und wird von Messala nach Hause getragen. Etwas später meldet Messala sich freiwillig in die Römische Legion, um den Namen seines Großvaters, der an der Verschwörung gegen Julius Cäsar beteiligt war, reinzuwaschen.
Viele Jahre verbringt Messala im Feld, wo er den römischen Offizier Pontius Pilatus kennenlernt. Judah verlobt sich währenddessen mit Esther, der Tochter des Sklaven Simonides. Als sie eines Tages durch Jerusalem gehen, sehen sie Zeloten, die verurteilt werden. Als daraufhin eine politische Diskussion zwischen den Liebenden entbrennt, mischt sich ein junger Zimmermann, Jesus von Nazaret, in das Gespräch ein und erklärt, dass man wahre Freiheit nur durch Feindesliebe erlangen kann, was Judah jedoch als „zu fortschrittlich“ abtut. Später wird eine Szene eingeschoben, in der auch Messala Jesus begegnet, als dieser einen Aussätzigen beschützt sowie Liebe und Vergebung predigt.
Judahs Schwester Tirzah sympathisiert mit den Zeloten, einer radikalen antirömischen Partei im damaligen Judentum, und bringt eines Tages einen verwundeten Zeloten in das Haus Hur. Währenddessen kehrt Messala aus dem Krieg zurück und bittet Judah, der beim Volk einigen Einfluss hat, um seine Hilfe, damit Pontius Pilatus, der neue Statthalter, unbehelligt in Jerusalem einziehen kann. Dabei kommt es zu einer Meinungsverschiedenheit zwischen dem ehrgeizigen Römer und Judah, der seinem Volk und dessen Traditionen treu bleiben will. Als Pontius Pilatus in Jerusalem einzieht, schießt der verletzte Zelot, den Tirzah aufgenommen hatte, einen Pfeil auf Pilatus, verfehlt diesen jedoch. Daraufhin stürmen die römischen Legionäre das Haus, töten Simonides und nehmen Judah, Tirzah und ihre Mutter Naomi gefangen. Esther kann sich verstecken und so entkommen.
Judah Ben-Hur wird auf die Galeere gebracht, wo er Rudersklave wird. Auf dem Weg zur Galeere stürzt er und Jesus hilft ihm auf und gibt ihm Wasser. Als das Schiff fünf Jahre später bei einer Seeschlacht sinkt, gelingt es Judah zu entkommen und wird an einen Strand angespült, wo sich der reiche afrikanische Besitzer von Rennpferden Ilderim seiner annimmt.
Ilderim erkennt Judahs Potenzial als Wagenlenker und dieser überzeugt ihn als Wagenlenker zu einem Rennen nach Jerusalem mitzunehmen, wo seine Familie lebe. Dort begegnet Judah seiner Verlobten Esther wieder, die inzwischen eine Anhängerin Jesu geworden ist. Sie berichtet Judah, dass seine Schwester und Mutter von dem Römern getötet worden seien. Als sie ihn später noch einmal trifft, bittet sie ihn, seinen Racheplan zu überdenken, wovon der allerdings nichts wissen will.
Judah lockt Messala zu einem nächtlichen Treffen im verlassenen und verfallenden Haus der Familie Ben Hur. Auch Messala sagt, die beiden Familienangehörigen seien gestorben. Weil er bei dem Treffen von Judah angegriffen worden war, ordnet Pilatus an, zwanzig Juden willkürlich aufzugreifen und hinzurichten als Zeichen dafür, dass die Tage der Vergebung vorbei seien. Esther macht Judahs Rachsucht dafür verantwortlich. Als dieser unbelehrbar Rache schwört, geht sie enttäuscht davon.
Ilderim hingegen, der selbst einen Sohn durch die Gewalt römischer Soldaten verloren hat, stachelt ihn an, sich an Messala beim Wagenrennen zu rächen. Er fädelt bei Pilatus dafür eine Wette ein, durch die Judah bei einem Rennen gegen Messala antreten kann; diese ist damit verbundenen, dass im Fall seines Sieges seinem namentlich nicht genannten Fahrer sämtliche Strafen erlassen werden. Pilatus willigt ein; Messala ahnt, wer der Namenlose ist.
Ilderim beginnt, Judah zu trainieren. Esther trifft Messala und bittet ihn, den tödlichen Zweikampf zu verhindern und den Weg der Vergebung zu gehen, doch er weist sie zurück.
Von dem ehemaligen Offizier Drusus aus Messalas Einheit erfährt Judah hingegen, dass dessen Schwester und Mutter in einem Gefängnis noch leben. Er führt Judah zu ihnen, wo dieser erkennen muss, dass die beiden an Lepra erkrankt sind. Judah schwört Rache an Drusus.
Als das Wagenrennen beginnt, schwört auch Messala Judah zu töten. Das Rennen, das der Film in einem fiktiven Circus in Jerusalem stattfinden lässt, beginnt. Die beiden schalten nach einander die anderen Teilnehmer aus. In den letzten Runden sind nur noch sie übrig. Messala versucht, den vom Wagen gestürzten, an den Zügeln mitgeschleiften Judah zu töten. Dieser kann sich unter dem Jubel des Publikums wieder auf den Wagen ziehen. Der Zweikampf geht weiter und Messala versucht den anderen Wagenlenker anzugreifen. Beim Versuch, ihn mit einem Fußtritt zu töten, wird aber der Römer selbst durch einen Unfall schwer verletzt, während Judah auf nur einem Rad das Rennen gewinnt und von der jüdischen Bevölkerung als Held gefeiert wird. Auch Pilatus sieht sich als Sieger, weil das blutige Rennen das Publikum Jerusalems in Römer verwandelt habe.
Während Judah weiterhin auf Rache sinnt, wird Jesus im Garten Getsemani von den Römern verhaftet, wobei auch Esther unter seinen Anhängern ist. Als Jesus am nächsten Tag zur Kreuzigung geführt wird, stolpert er und Judah gibt ihm Wasser. Jesus sagt ihm, er solle seine Rache nicht ausführen, sondern vergeben. Während Jesus am Kreuz hängt, hört Judah ihn beten: „Vater, vergib ihnen, denn sie wissen nicht, was sie tun.“ Als Jesus stirbt, verdunkelt sich der Himmel. Judah ist tief erschüttert.
Es folgen ineinander geschnittene Szenen: In ihrer Zelle werden Naomi und Tirzah vom Aussatz geheilt, ein Schnitt auf den Gekreuzigten und den davor mit ringenden Händen kauernden Judah deutet einen Zusammenhang an; Esther ist bei ihm. In beiden Szenen regnet es. Scheich Ilderim kauft die beiden frei. Ein Kameraschwenk lokalisiert den Zirkus unterhalb der Kreuzigungsstätte.
Judah sucht den schwer verletzten Messala auf, der durch seinen Unfall beim Wagenrennen ein Bein verloren hat, um sich mit ihm zu versöhnen. Messala ist immer noch voller Hass, doch Judah sagt, er wolle nicht mehr kämpfen, alles was er wolle, sei ihn zu tragen. Darauf umarmt ihn Messala und die Brüder versöhnen sich wieder.
Als eines der „vielen Wunder dieser Tage“, erzählt Ilderim aus dem Off, werden sie wieder eine Familie. In der Schlussszene sagt Ilderim dem vor ihm reitenden Judah, er solle nicht zurückzuschauen, weil das Leben noch vor ihm liege. Darauf galoppiert dieser zusammen mit seinem Bruder los. Zum Abspann singt Andra Day, Vergebung sei der einzige Ausweg.

## Produktion

### Stab und Besetzung
Der in der Kasachischen Sowjetrepublik geborene russische Regisseur Timur Bekmambetov übernahm die Regie des Films. Keith R. Clarke und John Ridley übernahmen als Drehbuchschreiber die Überarbeitung des Romans Ben Hur von Lew Wallace, der dem Film als Grundlage diente. Die von dem ehemaligen Bürgerkriegsgeneral im 19. Jahrhundert verfasste Buchvorlage galt in jener Zeit als einflussreichster Roman der Christenheit und verkaufte sich damals fast so gut wie die Bibel.
Sean Daniel, einer der Produzenten des Films, meinte: „Unser Ben Hur ist keine Neuauflage von Wylers Film, sondern eine neue Verfilmung des Buchs von Lew Wallace.“ Der Ko-Drehbuchautor John Ridley habe die Familienbeziehungen, die Kraft des Glaubens und vor allem die Versöhnung in den Mittelpunkt des Films gestellt, während das Original vor allem auf Rache gesetzt habe. Im Original begegnet Ben Hur mehrere Male Jesus und wohnt am Ende seiner Kreuzigung bei. In der Neuverfilmung hingegen, so Jochen Kürten von der Deutschen Welle, beherrsche eine stärkere Akzentuierung familiärer Motive die Geschichte und nicht so sehr das Rachemotiv. Morgan Freeman, der im Film Scheich Ilderim spielt, sieht in der Neuverfilmung zudem Bezüge zur heutigen Zeit und erkennt darin Themen, die auch im 21. Jahrhundert noch bedeutsam seien: „Wir alle suchen nach Rettung und nach einer Welt, in der wir uns sicher fühlen.“ Timur wollte dem Film Tiefe geben, so Freeman, und habe versucht, ihn mit einer größeren spirituellen Qualität zu versehen, was ihm auch gelungen sei.
Für die Titelrolle war zunächst Tom Hiddleston vorgesehen, der jedoch kurz vor Beginn der Dreharbeiten durch Jack Huston ersetzt wurde. Im Rahmen der Comic-Con 2015 erzählte Huston von den langen Dreharbeiten, die insgesamt 93 Tage gedauert hatten, und erklärte, er hoffe Charlton Heston und die vielen anderen ehemaligen Ben-Hur-Darsteller wären stolz auf ihn gewesen, dass er in ihre Schuhe geschlüpft ist. Er sei von der Arbeit des Drehbuchautors begeistert gewesen, der sich wieder mehr an der literarischen Vorlage orientiert habe.
Erste Wahl für die Rolle des Pontius Pilatus war zunächst der Chilene Pedro Pascal, der aber durch den Dänen Pilou Asbæk ersetzt wurde. Die Rolle von Messala Severus wurde mit Toby Kebbell besetzt, die seines Begleiters Drusus mit Marwan Kenzari. Während in früheren Bearbeitungen der Geschichte der römische Offizier Drusus bzw. Druses keine dramaturgische Funktion hatte, griff Bekmambetov diese Figur wieder auf und stellte sie, wie bereits in der Ben-Hur-Verfilmung von 1959, Messala als Begleiter zur Seite.

### Dreharbeiten und Nachbearbeitung
Von den Produzenten der Miniserie Die Bibel, Mark Burnett und Roma Downey, wurde Ben Hur im Jahr 2015 ausschließlich in Italien gedreht. Matera diente im Film als Kulisse der Stadt Jerusalem. Dort war 2004 auch Die Passion Christi von Mel Gibson gedreht worden. Die Innenaufnahmen entstanden in den Filmstudios Cinecittà in Rom, wo bereits die Dreharbeiten für den Originalfilm von 1959 stattgefunden hatten. Die Filmstadt war vom faschistischen Diktator Benito Mussolini gegründet worden, um so mit Hollywood-Produktionen konkurrieren zu können. Es handelte sich bei der Neuauflage um die größte Produktion des Studios seit dem Film Cleopatra, der in den frühen 1960ern gedreht worden war.
Während einer Drehpause im Rom besuchte Rodrigo Santoro, der im Film Jesus spielt, am 15. April 2015 gemeinsam mit seiner Schauspielkollegin Nazanin Boniadi die wöchentliche Audienz von Papst Franziskus im Vatikan und wurde hierbei, neben vielen anderen, von ihm gesegnet.
Die Dreharbeiten fanden mit echten Tieren statt, darunter Pferde und Kamele. Morgan Freeman sagte später, die Arbeit mit Tieren sei immer schwierig und vor allem Pferde seien manchmal unberechenbar, wenn sie sich aufbäumen. Auch die Arbeit mit den Kamelen habe sich gelegentlich schwierig gestaltet, so Freeman, weil sie nicht immer kooperierten und sich insbesondere in der Karawanen-Szene manchmal einfach nicht beladen lassen wollten.
In einer Nachbearbeitung am Computer wurden später die Komparsen-Heere, die im Originalfilm noch benötigt worden waren, durch digitale Effekte ersetzt, und so wurden letztlich nur knapp 2.000 Statisten eingesetzt. Die Szenen des Wagenrennens kamen hingegen ohne Nachbearbeitungen am Computer aus.

### Filmmusik

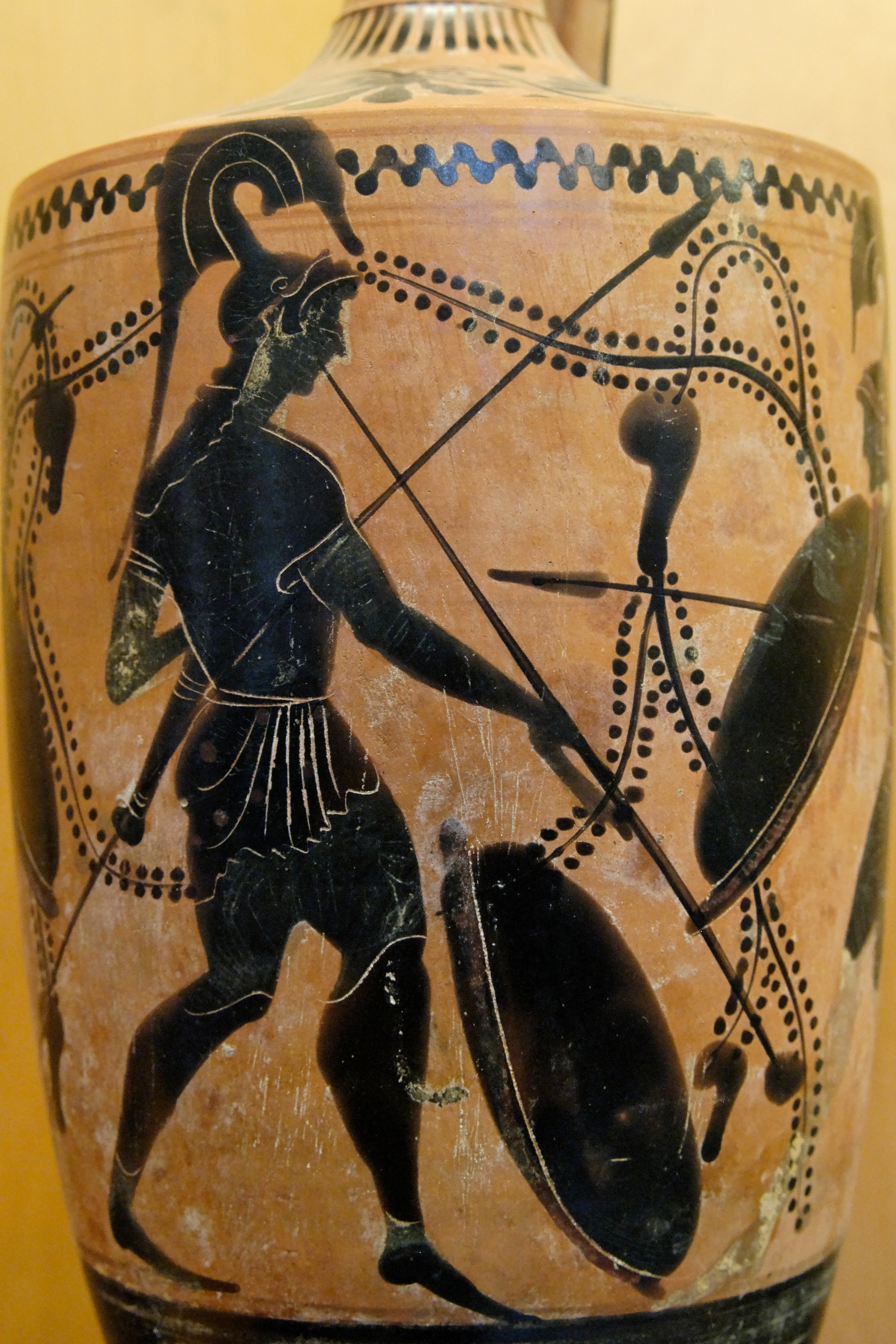
Marco Beltrami setzte Salpinx ein, um der Filmmusik historisch gerecht zu werden, Attisch-schwarzfigurige Lekythos, heute im Louvre.

Die Filmmusik wurde von Marco Beltrami komponiert. Der Soundtrack wurde am 5. August 2016 von Sony Classical veröffentlicht und damit zwei Wochen, bevor der Film in die US-amerikanischen Kinos kam. Zur gleichen Zeit hatten Paramount Pictures und MGM das Musikvideo zu Andra Days Song The Only Way Out veröffentlicht, mit dem auch ein Trailer zum Film unterlegt war, das jedoch letztlich nicht Teil des Soundtracks zum Film wurde.
Beltrami, der für seine Arbeit an den Filmen Todeszug nach Yuma und The Hurt Locker bereits zweimal in der Kategorie Beste Filmmusik für einen Oscar nominiert war, setzte für die Filmmusik antike griechische und römische Musikinstrumente wie Harfen und Bogenharfen, Aulos, Tartolds und Salpinx ein und verarbeitete die Klänge elektronisch weiter, um dem Ganzen etwas Modernes zu geben.
Mihnea Manduteanu meint, jedes Stück der Filmmusik erzähle eine Geschichte, und die Musik stehe für sich selbst, ohne die Hilfe des Films. Sie sei komplex und vielschichtig und mache daher auch das eigenständige Hören lohnend. Die Musik sei genau so, wie sie für einen Historienfilm sein müsse und erzähle mal ruhig und melodisch, mal kraftvoll von dem Heldenepos, je nachdem, wie es gerade angebracht sei. Es handele sich, so Manduteanu, um die beste Filmmusik, die Beltrami bis dahin geschrieben hat, und eine der besten Arbeiten des Jahres überhaupt, die allen Filmmusikfans gefallen und in Erinnerung bleiben werde.

### Marketing, Veröffentlichung und Begleitwerke
Der Film kam am 19. August 2016 in die US-amerikanischen und am 1. September 2016 auch in die deutschen Kinos.
Der Christliche Medienverbund KEP hat einen kostenlosen theologisch und medienpädagogisch reflektierten Gesprächsleitfaden zum Film herausgegeben, der in Zusammenarbeit mit Paramount Pictures erarbeitet wurde.

## Rezeption

### Altersfreigabe
In Deutschland, wo der Film FSK 12 ist, heißt es in der Freigabebescheinigung: „Die Geschichte des aufwändig produzierten Films ist für Kinder ab 12 Jahren problemlos nachvollziehbar. Es gibt mehrere Kampf- und Actionszenen (z. B. eine Seeschlacht und das Wagenrennen), bei denen körperliche Gewalt aber eher angedeutet und nicht explizit ins Bild gerückt wird.“

### Kritiken
Der Film konnte nur 25 Prozent der bislang 191 Kritiker bei Rotten Tomatoes überzeugen. Im Konsens heißt es dort, der Film habe zu wenig Eigenes und versuche dies durch einen abgehackten Schnitt und den Einsatz von CGI zu verschleiern.

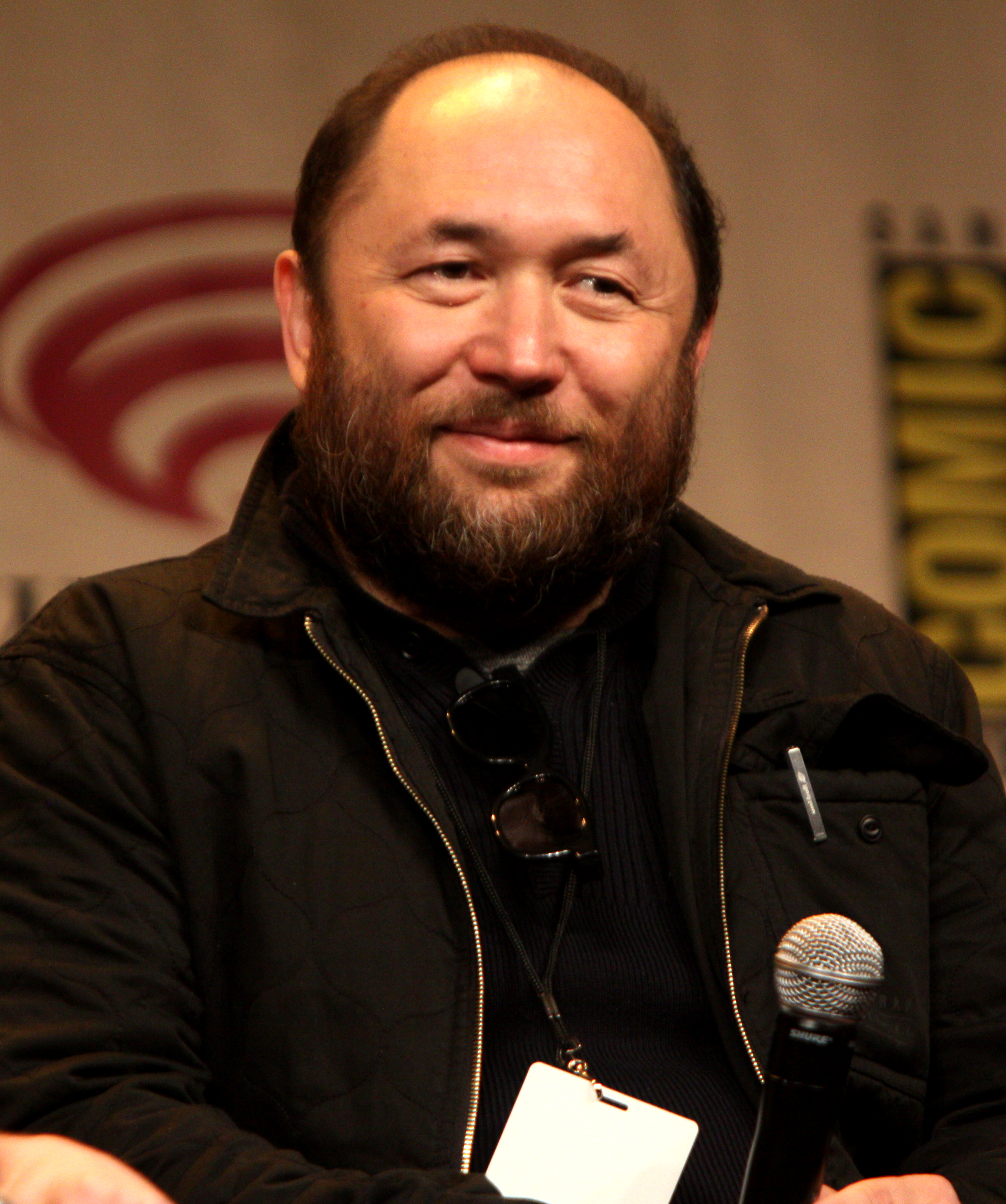
Die Arbeit von Timur Bekmambetov, dem Regisseur des Films, wurde sehr unterschiedlich beurteilt

So meint David Ehrlich von IndieWire: „Die gute Nachricht ist, dass die Geschichte von Ben Hur ein Fels in der Brandung ist, so dass auch der Regisseur von Abraham Lincoln Vampirjäger sie nicht völlig zerfleddern kann“. Andreas Busche von SPIEGEL ONLINE sieht hierin eher ein geringeres Problem und meint, zwar hetze der Film durch seine Geschichte, doch so absurd die Idee, Ben Hur in Zeiten von Marvel- und DC-Rudelbildungen zu reaktivieren auf den ersten Blick wirke, scheine Bekmambetov zumindest als der richtige Mann für den Regie-Posten. Bekmambetov, dessen Wagenrennen der Meilenstein der Filmgeschichte sei, an dem sich jede Ben-Hur-Verfilmung messen lassen müsse, so Busche, erfülle in dieser Hinsicht die Erwartungen: „Das blutige Brot-und-Spiele-Spektakel changiert zwischen kühler Virtuosität und lustvollem Voyeurismus. Die Körperkameras finden in dem hochtourigen Getümmel immer wieder die Zeit, ineinander krachende Streitwagen und zerschundenen Menschenkörper zu zelebrieren.“ Busche lobt die sparsamen 3D-Effekte und den vorbildlich dosierten Einsatz von CGI-Technik, was die Bewegungsabläufe im Film realistisch aussehen lasse.
Anders sieht dies die dpa und sagt, Bekmambetov ziehe zwar alle technischen Register, die Hollywood derzeit zu bieten habe, doch wirkten die Gesichter, Körper, Kostüme und Kulissen bis zur Unkenntlichkeit digitalisiert und auf Hochglanz poliert, wodurch untergehe, dass Gefühle Charaktere formen und nuancieren und Beziehungen prägen. Dem schließt sich Andreas Kötzing im Gespräch mit Deutschlandradio Kultur an, wenn er sagt, die Action-Sequenzen des Films, wie das Wagenrennen, ließen ihn emotional kalt, und insbesondere den Konflikt zwischen Judah und Messala empfindet er als lieblos und herzlos, da er diesen nicht nachvollziehen könne.

### Einspielergebnis
Der Film spielte bei geschätzten Produktionskosten von 100 Millionen US-Dollar beim Filmstart in den Vereinigten Staaten am ersten Wochenende nur 11,2 Millionen US-Dollar ein. Das US-Ergebnis gilt für einen Film dieser Größenordnung als „desaströs“. Box-Office-Analysten erwarteten bessere Starts für die internationalen Märkte. Die weltweiten Kinoeinnahmen des Films belaufen sich derzeit auf rund 94 Millionen US-Dollar. In den deutschen Kinos konnte der Film bislang 122.067 Besucher verzeichnen (Stand 11. Juni 2017).

## Synchronisation
| - Judah Ben Hur: Marios Gavrilis - Messala Severus: Jaron Löwenberg - Jesus: Jacob Weigert - Esther: Luise Helm - Naomi Ben Hur: Gundi Eberhard - Pontius Pilatus: Sascha Rotermund - Tirzah Ben Hur: Janin Stenzel - Scheich Ilderim: Klaus Sonnenschein - Drusus: Kim Hasper | - Quintus: Uli Krohm - Marcus Decimus: Martin Kautz - Abigail: Peggy Pollow - Hortator: Sven Fechner - Dismas: Filipe Pirl - Jakob: Matti Klemm - Simonides: Reinhard Scheunemann - Elijah: Nicolás Artajo |